# Међународни кривични суд
Међународни кривични суд (енгл. International Criminal Court, ICC или ICCt) је међународни суд са седиштем у Хагу, основан Римским статутом који је ступио на снагу 1. јула 2002. године. Међународни кривични суд представља тело надлежно за суђења за међународна кривична дела почињена на територији или од стране држављана држава које су приступиле суду. Оснивање суда је подржало близу 90 земаља, али не и САД, Русија и Кина.
Међународни кривични суд је први и једини стални међународни суд са јурисдикцијом да процесуира појединце за међународне злочине геноцида, злочине против човечности, ратне злочине и злочине агресије. Разликује се од Међународног суда правде, органа Уједињених нација који разматра спорове између држава. Иако је хваљен као велики корак ка правди, и као иновација у међународном праву и људским правима, МКС се суочио са бројним критикама влада и цивилног друштва, укључујући приговоре на његову надлежност, оптужбе за пристрасност, евроцентризам и расизам, довођења у питање правичности његових поступака за избор предмета и суђења, и сумње у његову ефикасност.

## Настанак суда
Генерална скупштина УН је 1948. године затражила од Комисије за међународно право да испита могућност оснивања сталног међународног кривичног суда. Први нацрти достављени су 1951. и 1953. године, али је ово питање пало у други план услед блоковске подељености и Хладног рата.
До обнове иницијативе долази 1990. и 1992. године, а Комисија Генералној скупштини подноси нацрт статута 1993. године, који је ревидиран 1994. Генерална скупштина УН након тога оснива ad hoc комитет који 1995. године закључује да се настави са радом на статуту и припрема дипломатска конференција и усвајања коначне верзије статута. На пленипотенцијалној дипломатској конференцији одржаној у Риму под покровитељством Уједињених нација у јулу 1998. године усвојен је Статут тог суда.
Пошто је 11. априла 2002. године 66 земаља чланица (од 139 земаља потписница) депоновало инструменте ратификације, Статут Међународног кривичног суда ступио је на снагу 1. јула 2002. године.

## Надлежност суда
Суд је надлежан за вођење кривичног поступка у вези са следећим међународним кривичним делима:
- кривичним делом геноцида
- кривичним делима против човечности
- ратним злочинима
- кривичним делом агресије (када буду установљени елементи кривичног дела агресије и услови надлежности)

Међународни кривични суд је надлежан за наведена дела у случају када је неко од тих кривичних дела учињено на територији неке од земаља које су прихватиле Статут, или је дело учињено од стране њиховог држављанина. У случају да је реч о земљи која није прихватила Статуту, могуће је да она својом изјавом прихвати надлежност Суда само за конкретан случај. Суд може бити надлежан и у односу на случај када кривично дело тужиоцу пријави Савет безбедности поступајући на основу одредаба главе VII Повеље УН.

## Организација суда
Суд чине следећа тела:
- Председништво
- три судска одељења (жалбено, судеће и оно које води претходни поступак)
- Канцеларија тужиоца
- Секретаријат

Суд је састављен од 18 судија с тим што на предлог Председништва Скупштина држава чланица МКС тај број може повећати. Жалбено одељење састоји се од председника и још четири судије. Судеће и веће за претходни поступак имају најмање 6 чланова (1 судија се по потреби додаје једном или другом већу) а у овим већима претежнији је број судија који имају искуства у кривичном праву. То за последицу има да у жалбеном већу седи већи број судија који имају искуства у међународном праву.
Статутом су одређени критеријуми за избор судија (еминентност у струци и др.). Предвиђен је доста сложен поступак избора судија са две листе од које једну чине стручњаци из области кривичног права, а другу они из области међународног права (пре свега међународног хуманитарног права и људских права), с тим што се бира нешто већи број судија који имају искуство у области кривичног права. Свака држава чланица може да предложи кандидате за судију, а избор се врши тајним гласањем на седници Скупштине држава чланица. Судије морају бити држављани различитих земаља, тј. двоје судија не могу бити држављани различитих земаља, тј. двоје судија не могу бити држављани исте земље.
Статут прави разлику између службених и радних језика Суда. Службени језици су арапски, енглески, француски, кинески, руски и шпански. На њима се објављују пресуде Суда као и друге битне одлуке које доноси Суд. Радни језици суда су енглески и француски. Изузетно, уз одобрење Суда може се на захтев странке у поступку одобрити да та странка користи неки други језик.

## Скупштина држава чланица
Римски статут предвиђа Скупштину држава чланица МКС, тј. оних земаља које су прихватиле Статут. Њу чине представници тих земаља, и то тако што свака земља има по једног представника у Скупштини, односно један глас приликом одлучивања. Скупштина има више важних надлежности од којих посебно треба истаћи то да је она надлежна и за измене и допуне Статута Међународног кривичног суда, односно има улогу коју у националним правним системима има законодавно тело.

### Сајтови УН и МКС
- Званични сајт суда(језик: енглески)
- Сајт УН о Римском статуту(језик: енглески)
- Текст Римског статута(језик: енглески)
- „Инструменти ратификације Римског статута”. Архивирано из оригинала 09. 05. 2008. г. Приступљено 21. 01. 2007.(језик: енглески)

### Други сајтови
- Коалиција за МКС(језик: енглески)
- „Америчка НВО Коалиција за МКС”. Архивирано из оригинала 06. 03. 2021. г. Приступљено 21. 01. 2007.(језик: енглески)
- Нема мира без правде(језик: енглески)
- Члан 126 - незванични МКС блог(језик: енглески)
- Приговори МКС са становишта Устава САД и међународног права(језик: енглески)
- МКС од Амнести Интернешенела САД (језик: енглески)
- Изложба МКС(језик: немачки)